# Jean Clam

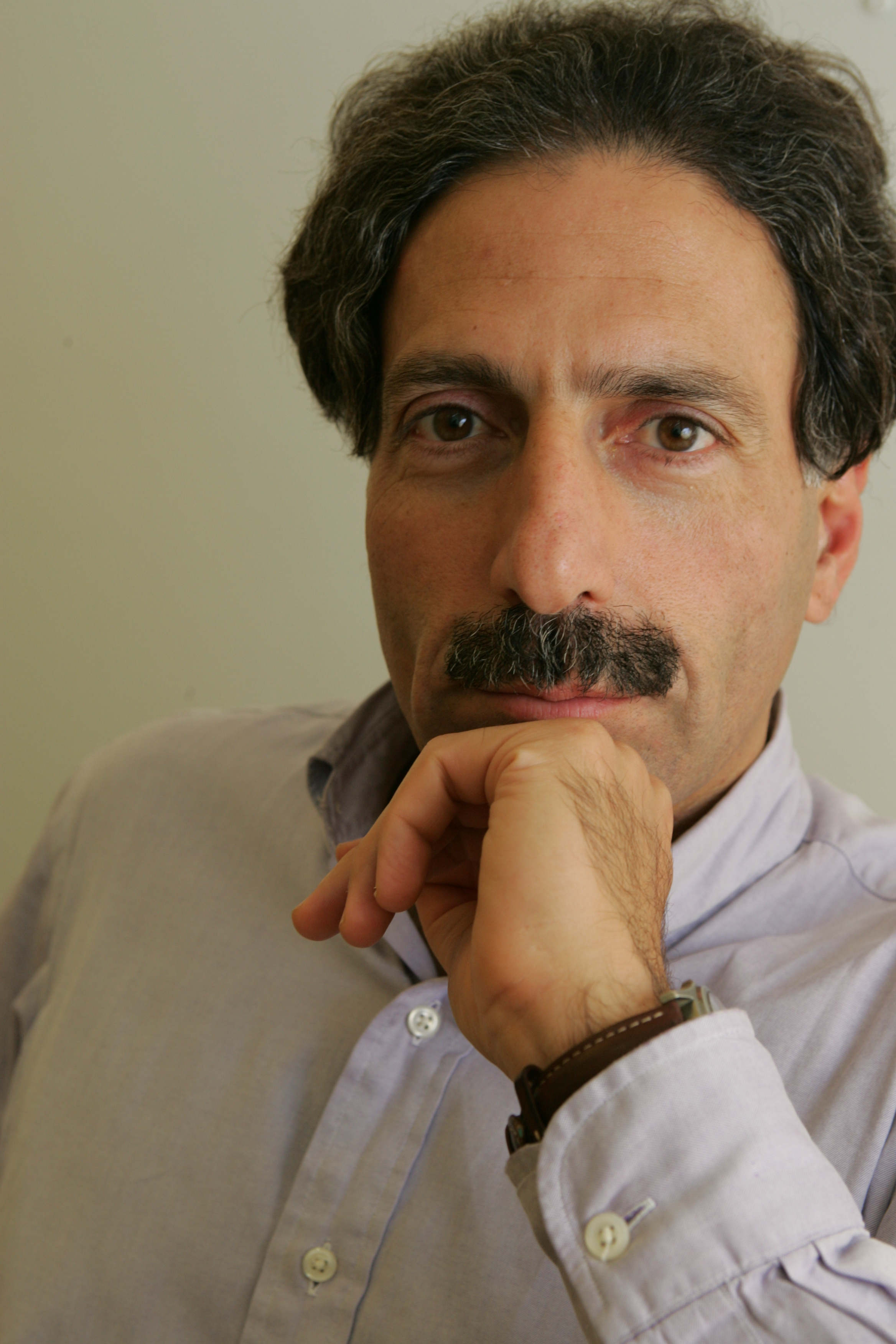
Porträt Jean Clam

Jean Joseph Clam (* 1958) ist ein französischer Philosoph, Soziologe und Psychologe, Forscher am Centre national de la recherche scientifique (CNRS) in Paris. Er lehrt an der EHESS-CADIS (centre d'analyse et d'interventions sociologiques UMR 8039, EHESS-CNRS, Paris). Clams Untersuchungen betreffen die Soziologie und Psychologie der Intimität, Rechtstheorie (insbes. zu Niklas Luhmann) und eine allgemeine Theorie der Sozial- und Geisteswissenschaft.
Jean Clam publiziert und lehrt in französischer wie auch in deutscher Sprache. So lehrte er etwa im Wintersemester 2007/08 am Kulturwissenschaftlichen Institut der Humboldt-Universität zum "Libertinismus im XVIII" oder im Wintersemester 2009/10 am Institut für Philosophie der Freien Universität Berlin zu "Wahrnehmung und Einbildung bei Sartre und Merleau-Ponty".

## Schriften (Auswahl)
- Droit et société chez Niklas Luhmann. La contingence des normes, (avec un Avant-propos de Niklas Luhmann), Paris, Presses Universitaires de France 1997[1].
- (mit Jean-Luc Gaffard) Norme, fait, fluctuation: Contributions à une analyse des choix normatifs, Genève, Droz 2001.
- Trajectoires de l'immatériel. Contributions à une théorie de la valeur et de sa dématérialisation, Paris, CNRS Editions 2004. Link
- Perspectives théoriques, Strasbourg, Presses Universitaires de Strasbourg 2006.Link.
- L'intime. Genèse, régimes, nouages : contributions à une sociologie et une psychologie de l'intimité contemporaine, Paris, Ganse Arts et Lettres 2007.
- Aperceptions du présent. Théorie d'un aujourd'hui par-delà la détresse, Paris, Ganse Arts et Lettres 2010.
- Orexis, désir, poursuite : Une théorie de la désirance Volume 1, L'animation du corps, Paris, Ganse Arts et Lettres 2012.
- Genèses du corps : des corps premiers aux corps contemporains, Paris, Ganse Arts et Lettres 2014.
- Le corps sans garde: innocence, oraison, délire, Paris, Ganse Arts et Lettres 2017.
- Soit ! Dé-soit ! Un encolonnement, Paris, Ganse Arts et Lettres 2018.
- Souffles, Paris, Ganse Arts et Lettres 2018.
- Globalités paradoxales et ipséités différentielles sans dehors. Constructions du sens social et culturel du présent, Paris, Ganse Arts et Lettres 2019.
- Explorations psychanalytiques de ce qui résiste et de ce qui cède. Autour des vicissitudes de la culture et de la pulsion, Paris, Ganse Arts et Lettres 2020.

### Schriften (in deutscher Sprache)
- Sache und Logik der Phänomenologie Husserls und Heideggers, Beitrag zur Klärung der Idee von Phänomenologie, Altenberge, Akademische Bibliothek 1985.
- Was heißt: Sich an Differenz statt an Identität orientieren? Zur De-ontologisierung in Philosophie und Sozialwissenschaft, Konstanz, UVK (Universitätsverlag Konstanz) 2002.
- Kontingenz, Paradox, Nur-Vollzug. Grundprobleme einer Theorie der Gesellschaft, Konstanz, UVK (Universitätsverlag Konstanz) 2004.
- Die Gegenwart des Sexuellen: Analytik ihrer Härte, Berlin, Turia + Kant, Verlag, 2011.